# Tomaso Fregoso
Tomaso di Campofregoso (Genova, 1370 – Savona, febbraio 1453) fu il 19º e 21º doge della Repubblica di Genova.

## Biografia

Stemma nobiliare dei Fregoso

### Primi anni
Figlio di Pietro Fregoso (doge per un solo giorno il 13 luglio del 1393) e Teodora Spinola, nacque secondo alcune informazioni storiche a Genova in un periodo intorno al 1370. Viene considerato dagli storici come uomo tra i più abili ed ingegnosi della sua famiglia e con uno stile di vita simile a quello del padre.
Nei primi anni del XV secolo si trasferì con la sua famiglia sull'isola di Cipro, a quel tempo colonia orientale genovese, dove fu nominato capitano della Repubblica di Genova presso Famagosta. Sempre all'inizio del Quattrocento fu protagonista, assieme al fratello Orlando (o Rolando), di un vero e proprio colpo di Stato assieme alla famiglia Adorno contro l'allora forte devozione della repubblica genovese verso la Francia di Carlo VI; l'assedio al palazzo, con circa duecento soldati, non solo portò ad un fallimento dell'impresa ma costò a Tomaso una pena carceraria di breve periodo.
Nel 1403 fu nominato governatore di Corsica dal governatore franco-genovese Jean II Le Meingre detto "Boucicault" e, dopo il ritorno dall'isola, venne eletto membro del Consiglio degli anziani della Repubblica di Genova. Tra l'agosto del 1410 e il febbraio del 1411 fu inviato nella colonia di Pera (l'odierna Beyoğlu, in Turchia) in veste di podestà dal nuovo governatore genovese, il marchese Teodoro II del Monferrato, deciso ad allontanarlo da Genova.
Approfittando di un'assenza del marchese, Tomaso Fregoso tentò un nuovo assalto contro il potere francese a Genova muovendo un piccolo esercito di circa 400 soldati che ebbe, però, un risultato nuovamente sfavorevole dopo lo scontro con il luogotenente Enrico Del Carretto. Morto il fratello Orlando nell'assalto, Tomaso Fregoso fu invece esiliato a Lucca per un breve periodo, salvo poi ritornare a Chiavari, dopo la scadenza del confino, nel 1412. Trasferitosi a Ferrara e in Romagna alla corte dei Malatesta, nel 1413 approfittò di una nuova rivolta popolare scatenata dopo l'arresto di Giorgio Adorno per fare ritorno a Genova e guidare la vittoriosa rivolta contro il governatore Teodoro II Paleologo e la corona francese.
Assieme ad altri esponenti venne chiamato a presiedere il Governo degli otto Rettori che fu in carica fino all'elezione, il 27 marzo 1413, del nuovo doge Giorgio Adorno; terminato il mandato istituzionale fece ritorno in oriente, nella colonia genovese di Caffa in Crimea, per gestire i traffici commerciali della sua famiglia. Dopo le dimissioni del doge Adorno il 23 marzo 1415, il nome di Tomaso Fregoso comparve nel Governo dei due Priori, assieme a Giacomo Giustiniani, chiamato a gestire Genova fino all'elezione del nuovo doge Barnaba Guano.

### Il primo dogato
Il dogato di Barnaba Guano, nomina caldeggiata dagli stessi Tomaso Fregoso e Giorgio Adorno, fu però breve in quanto deposto da questi ultimi nel luglio del 1415 come segno di ingratitudine. Apparve quasi scontata il 4 luglio la successiva nomina dogale, la ventiquattresima nella storia repubblicana, del Fregoso alla guida di Genova.
Il primo dogato di Tomaso Fregoso fu ricordato negli annali come "maestoso", soprattutto per gli sfarzi e gli onori che riservò ai vari personaggi storici che transitarono in visita nel capoluogo ligure: tra questi si ricordano le visite di Oddo di Lusignano (fratello del re di Cipro Giano di Lusignano) e dell'antipapa Giovanni XXIII. Appena nominato, inoltre, versò nelle casse dello stato 60.000 ducati d'oro per ammortizzare i debiti della repubblica. Strinse fitti rapporti con le altre potenze sovrane: al re Carlo VII di Francia donò otto navi per il conflitto contro l'Inghilterra, alleanze con Firenze e Amedeo VIII di Savoia e appoggiò la causa degli Angiò contro Giovanna II di Napoli.
Ebbe però nel suo dogato anche conflitti interni da gestire come tra il 1416 e il 1418 quando dovette inviare i fratelli-comandanti Battista Fregoso e Spinetta Fregoso a Villafranca in Lunigiana dopo l'uccisione del luogotenente Oderico Biassa e del vicario Alerame Grimaldi della Spezia, operata per mandato del marchese Gabriele Malaspina di Villafranca con quattordici uomini o ancora a Cremolino, nell'alessandrino, presso il marchese Tommaso Malaspina accusato di dare asilo e ospitalità ai fuoriusciti genovesi. 

Sempre nel 1418 dovette affrontare una nuova congiura personale partita da Teramo Adorno, figlio del deposto doge Barnaba Adorno e, tra l'altro, cognato acquisito dello stesso Fregoso (l'Adorno sposò infatti la sorella di sua moglie), che si alleò con le famiglie Guarco e Montaldo e in seguito con il marchese del Monferrato e il duca milanese Filippo Maria Visconti che fornirono un sostanziale sostegno economico-militare all'Adorno. Dal Finale, dalla val Polcevera e dalla città levantina di Sarzana partirono gli assedi armati contro il dogato del Fregoso che con evidente difficoltà gestì la situazione tanto che perse la dominazione genovese in alcuni territori della valle Scrivia. In suo soccorso, e verso Genova, arrivarono gli aiuti del signore di Piacenza Filippo Arcelli, di Pandolfo III Malatesta (signore di Bergamo, Brescia e Fano) e da Firenze, ma che ebbero un esito negativo e disastroso. Pressato pure dal malcontento popolare, fu quasi costretto ad arrivare con i nemici ad un trattato di pace nel febbraio 1419 dove, oltre al pagamento di tributo di 200.000 ducati, accettò la cessione al Ducato di Milano dei territori compresi tra Busalla e Serravalle Scrivia. A ciò si aggiunse una nuova problematica nella sempre turbolenta colonia genovese di Corsica dove, approfittando della situazione caotica nel capoluogo, una accesa rivolta capeggiata da Vincentello d'Istria, e appoggiata dal re Alfonso V d'Aragona, interessò le truppe genovesi dislocate nell'isola. Per le già troppe spese affrontate negli scontri genovesi, alle quali avrebbe dovuto sopperire con l'introduzione di nuove tasse, decise di impegnare i propri beni di famiglia e ad inviare in Corsica il fidato fratello Giovanni Fregoso. Quest'ultimo fu l'artefice del successo militare dei soldati genovesi che portò, nove mesi dopo, a porre fine all'assedio presso il porto di Bonifacio e all'allontanamento delle milizie aragonesi.
Nonostante la buona prestazione armata in Corsica e nella gestione dei disordini nel genovese, a nulla poté il doge Tomaso Fregoso contro il nuovo assalto perpetrato dal duca di Milano nel 1421. La città genovese venne invasa dai due eserciti comandati da Guido Torelli e da Francesco Bussone (detto Il Carmagnola) mentre sulla costa le navi della repubblica troveranno lo sbarramento della flotta catalana, alleata della signoria milanese. 

Braccato e apparentemente senza via d'uscita, il doge Fregoso, anche per risparmiare Genova da un nuovo assedio armato e disastroso, propose allora al Consiglio della Repubblica la sua revoca dalla carica dogale e una dedizione genovese verso la signoria dei Visconti. Accettato dal consiglio il compromesso, Tomaso Fregoso lasciò quindi il dogato dal 23 novembre 1421 per la ricevuta investitura della signoria di Sarzana (avente una giurisdizione pure su tutta la Lunigiana e cedibile, nel caso, esclusivamente in favore della repubblica) e dopo il pagamento in suo favore di 30.000 fiorini. 
Genova e la sua repubblica avviarono invece, come da accordi, la completa dedizione verso la signoria viscontea e dei vari governatori che soggiornarono nel capoluogo per il Ducato di Milano fino al dicembre 1435.

### Signore di Sarzana
Nonostante l'assunta signoria sarzanese lo costrinse a restare al di fuori dei confini di Genova, Tomaso Fregoso tentò più volte di riconquistare con la forza quell'importanza politica avuta con il primo dogato. Alleato del Comune di Firenze, al quale il Fregoso donò a garanzia il proprio feudo acquisito di Sarzana, partì nel 1425 alla testa di alcune navi armate dalla riviera di Levante alla volta di Genova occupando lungo il percorso navale le cittadine di Moneglia e Sestri Levante. In quell'occasione il tentativo di raggiungere la capitale repubblicana fallì miseramente per il pronto intervento dei soldati della signoria viscontea che costrinsero l'armata del Fregoso e dei Fiorentini a riparare nel territorio sestrese.
Nel 1426 e ancora nel 1427 tentò, sempre da Sestri Levante, di fare il suo ingresso armato a Genova, ma ogni volta smorzato, con gravi perdite, dalle truppe dei Visconti di stanza nel territorio genovese. Solamente tra il 1430 e il 1432 i Visconti passarono al contrattacco inviando in quelle terre di levante un esercito al comando del condottiero Niccolò Piccinino che, dopo l'avvenuta riconquista dei due feudi di Moneglia e Sestri Levante, costrinsero Tomaso Fregoso a rintanarsi nel proprio feudo di Sarzana.
Solamente con la mancata dedizione genovese verso la signoria dei Visconti, nel dicembre 1435, l'ex doge Fregoso poté preparare il suo ritorno a Genova con un obbiettivo ben dichiarato: ritornare in qualità di nuovo doge.

### Il secondo e terzo dogato
Ritornata indipendente la Repubblica di Genova con la nomina del doge Isnardo Guarco dal 28 marzo 1436, preceduto dal trimestrale governo degli otto Capitani di Libertà, i nuovi equilibri raggiunti furono nuovamente sconvolti con l'ingresso trionfale dei soldati di Tomaso Fregoso che, deposto il doge Guarco, il 4 aprile del 1436 si fece nominare doge di Genova: la ventiseiesima nella storia repubblicana.
Tra i primi atti del suo secondo dogato fu il circoscrivere il più possibile il potere dei Visconti da Genova cercando una nuova alleanza con Firenze e la Repubblica di Venezia. Le mosse del duca di Milano Filippo Maria Visconti, desideroso di riconquistare il potere su Genova, e non potendolo fare militarmente, cercò non riuscendoci l'appoggio del pontefice Eugenio IV, paciere tra le parti, descrivendo e mettendo in cattiva luce la figura del doge Tomaso Fregoso. Fallita la trattativa con il papa per un ritorno dei Visconti nel capoluogo ligure, più fortunoso fu invece l'accordo segreto tra il duca milanese e Battista Fregoso per far cadere il fratello-doge. Approfittando di alcuni giorni d'assenza del doge, Battista fece irruzione al palazzo Ducale e la mattina del 24 marzo 1437 si proclamò nuovo doge di Genova. Il suo tentativo di scalzare il fratello, però, fu di brevissima durata in quanto lo stesso Tomaso Fregoso, ritornato in città, si riprese il potere alla sera di quel 24 marzo. Contro un vero e proprio colpo di Stato ordito dal fratello Battista, il doge si porse tuttavia magnanimo e optò per una "non condanna" nonostante il parere unanime dell'intero Consiglio degli anziani che di Battista Fregoso chiedeva formalmente la testa per congiura e alto tradimento.
Archiviata la congiura del fratello, il secondo dogato di Tomaso Fregoso, o il terzo per la momentanea parentesi del doge Battista Fregoso (citata e riconosciuta negli storici annali della Repubblica), poté proseguire con l'emanazione di nuove leggi volte a limitare il più possibile le spese cerimoniali, le occasioni mondane della repubblica e persino del vestiario di lusso. 

Proseguì inoltre la riconquista genovese delle terre perdute e in mano ai Visconti (o ai ribelli appoggiati dal ducato milanese) quali Monaco, Voltaggio, Levanto, Portovenere, Sarzana e castelli minori. 
In politica estera il dogato del Fregoso preferì appoggiare la causa di Renato d'Angiò, anche per reazione contro la signoria viscontea che si era schierata invece per Alfonso V d'Aragona nella successione per il Regno di Napoli. Alleatosi con papa Eugenio IV, Tomaso Fregoso prese la decisione di inviare in meridione una flotta al comando del fratello Giovanni Fregoso.
La scelta di inviare il fidato fratello e comunque altri episodi del passato in cui il doge non si astenne dal nominare parenti in diverse cariche pubbliche e militari, causò una prima rottura con la nobiltà vecchia genovese che da sempre gestiva questa pratica interna di elezione. 
Con dei rapporti ora incrinati pure negli anni successivi, fatali saranno per il doge i funerali, giudicati troppo sfarzosi, per il fratello Battista che era morto il 20 giugno 1442. 

L'accrescere del malcontento giunse il suo apice il 18 dicembre 1442 quando un gruppo di uomini armati, capeggiati da Giovanni Antonio Fieschi e Raffaele Adorno, quasi certamente finanziati dal re d'Aragona e dal duca milanese, sbaragliando le difese riuscirono ad entrare in palazzo Ducale, a prenderne possesso e ad assumere il potere nonostante una prima trattativa pacifica avviata dal doge. Quello stesso giorno terminò il ventottesimo dogato nella storia repubblicana genovese.

### Gli ultimi anni
Ceduto il potere ad un nuovo governo di otto Capitani di Libertà e al successivo doge Raffaele Adorno (1443), come prigioniero nella Lanterna di Genova prima e nella fortezza di Savona poi passò Tomaso Fregoso - tra minacce di morte e tentativi di avvelenamento - i successivi anni del post dogato. Per la sua liberazione dovette aspettare la nomina dogale del nipote Giano Fregoso nel gennaio del 1447 e l'anno successivo per il riconoscimento dei danni subiti dall'Adorno durante l'assalto del 1442 nel palazzo Ducale e, soprattutto, la reintegrazione per la sua famiglia del feudo di Sarzana.
Alla quasi età di ottant'anni gli fu riproposta la guida della repubblica dopo l'abdicazione del nipote Lodovico Fregoso (1450), carica che non accettò consigliando, però, la nomina dell'altro nipote Pietro Fregoso. Ormai ritirato dalla vita politica, già il 18 luglio 1448 vendette al nipote Giano il feudo sarzanese la cui rendita venne poi divisa tra i tre figli di Spinetta Fregoso, suo fratello.
Trasferitosi a Savona, governata dal nipote Tommasino Fregoso, qui fece testamento il 9 marzo del 1452. Tomaso Fregoso morì nel febbraio 1453.

### Vita privata
Secondo le fonti storiche sposò in prime nozze la figlia di Antoniotto Adorno, Clemenza, anche se altre versioni biografiche riportano invece un primo matrimonio con la figlia di Azzone Malaspina. In seconde nozze sposò Marzia Manfredi, figlia del signore di Faenza Gian Galeazzo Manfredi. Ebbe un solo figlio naturale, che gli annali riportano con il nome di Paolo Battista, che morì probabilmente in giovane età per una malattia.
Della vita privata di Tomaso Fregoso non sono state trovate dagli studiosi ulteriori informazioni, ma secondo alcune fonti durante il suo dogato egli non trascurò i propri interessi economici nelle colonie genovesi in Oriente, prendendo parte attiva nell'educazione dei suoi nipoti dei fratelli Orlando e Spinetta.
Nel suo impegno dogale, sempre secondo gli storici, cercò al pari dei suoi predecessori di portare pace e serenità tra le varie famiglie nobili di Genova e soprattutto di affermare una vera indipendenza della Repubblica dapprima dalla Francia e poi dalla signoria viscontea.

## Galleria d'immagini

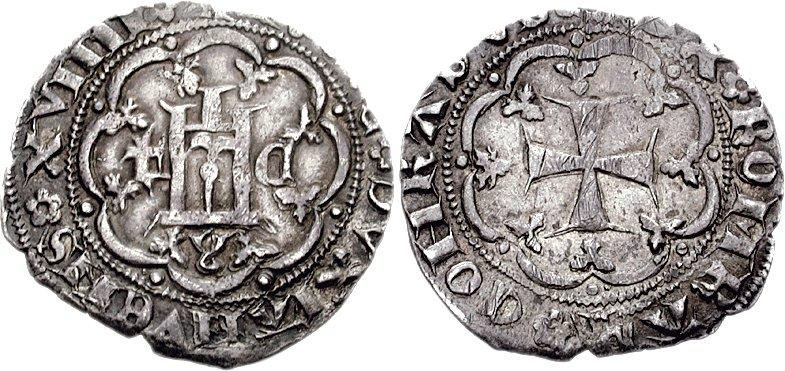
Grosso del 1415-1421
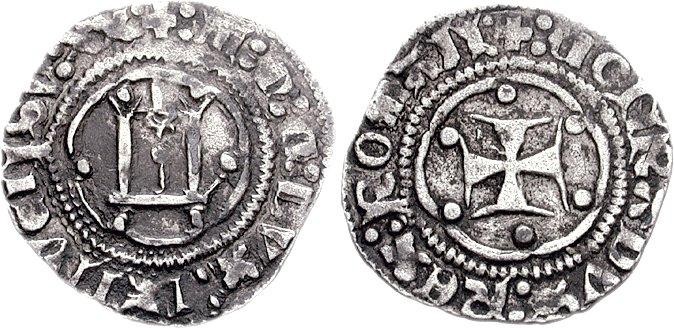
Soldino del 1436-1437
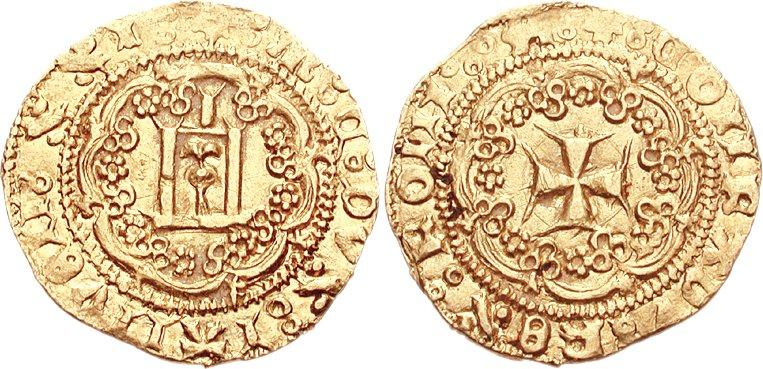
Ducato del 1437-1447
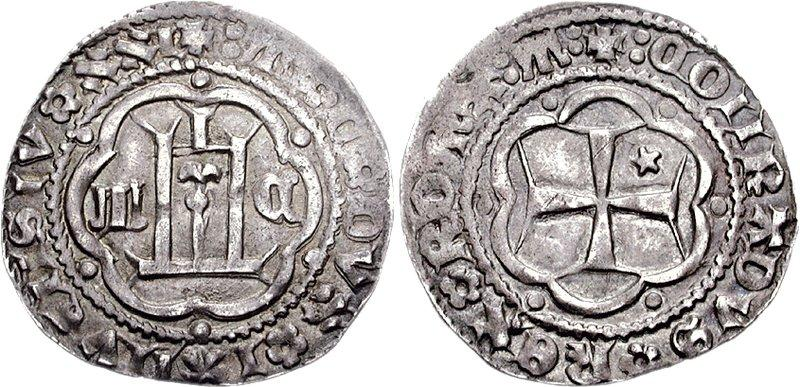
Grosso del 1437-1447